# Cafú (Fußballspieler, 1977)
Arlindo Gomez Semedo genannt Cafú (* 17. November 1977 in Lissabon) ist ein kap-verdischer ehemaliger Fußballspieler mit portugiesischem Pass.

## Vereinskarriere
Cafú begann seine Karriere beim portugiesischen Amateurklub AC Amada und anschließend bei Drittligist Amora FC. 1999 wechselte er zu Belenenses Lissabon, für die er bis 2002 spielte. Dann folgte der Wechsel zum Ligakonkurrenten Boavista Porto, bei denen er bis zur Winterpause der Saison 2005/2006 blieb. Im Januar 2006 wechselte er in die 2. Bundesliga zu den Sportfreunden Siegen, konnte allerdings deren Abstieg zu Saisonende nicht verhindern.
Zur Saison 2006/2007 wechselte Cafú ablösefrei zum SC Freiburg und kam dort bis zur Winterpause 2007/08 zumeist als Ersatzspieler auf 23 Einsätze und nur einen Treffer. Er wechselte daraufhin Ende Januar 2008 zum zyprischen Klub Omonia Nikosia. Es folgten weitere Stationen auf der Insel bei Anorthosis Famagusta, AEL Limassol und Alki Larnaka. 
Seit 2013 spielt er wieder in Portugal, aktuell steht Cafu beim Viertligisten FC Felgueiras unter Vertrag.

## Nationalmannschaft
Cafú hatte sich zunächst Hoffnungen auf eine Berufung in die portugiesische Nationalmannschaft gemacht. Mit Beginn der Qualifikation zur WM 2006 gab er im Alter von 26 Jahren 2004 sein Debüt in der kapverdischen Nationalmannschaft. Bis 2007 absolvierte insgesamt 15 A-Länderspiele und schoss dabei 5 Tore.

## Erfolge
- Zyprischer Meister: 2012